# Nadège Dubospertus
 (juin 2013).
Nadège Dubospertus, née le 16 mars 1968 à Montfermeil et vivant à Milan, est un mannequin français dont la carrière s'est principalement déroulée en Italie avec le pseudonyme Nadège du Bospertus.

## Biographie
Nadège Dubospertus est née à Montfermeil. Elle étudie l'économie jusqu'en 1988, lorsqu'elle elle est remarquée, à Paris, par un jeune photographe. Elle obtient rapidement sa première couverture pour le magazine français 20 ans, réalisée par le photographe Barbro Anderson.
Le tournant de sa carrière se produit lorsque Herb Ritts la choisit pour la publicité de la  campagne internationale d'une marque de produits capillaires.
Elle apparaît, en un temps très court, sur les couvertures de  mode| magazines de mode internationaux, dont Marie Claire, le magazine allemand Madame, Elle, W, Joy, Mirabella, deux fois en couverture de Vogue Paris, le magazine italien Vitality ainsi que plusieurs autres couvertures de magazines italiens. Elle travaille alors avec des photographes tels que Patrick Demarchelier, Arthur Elgort, Michel Comte (it), Albert Watson, Walter Chin, Peter Lindbergh, Wayne Maser, Steven Meisel, Gilles Bensimon, Tizanio Magni, Neil Kirk, Bruce Weber, et bien sûr, Herb Ritts.

### Carrière

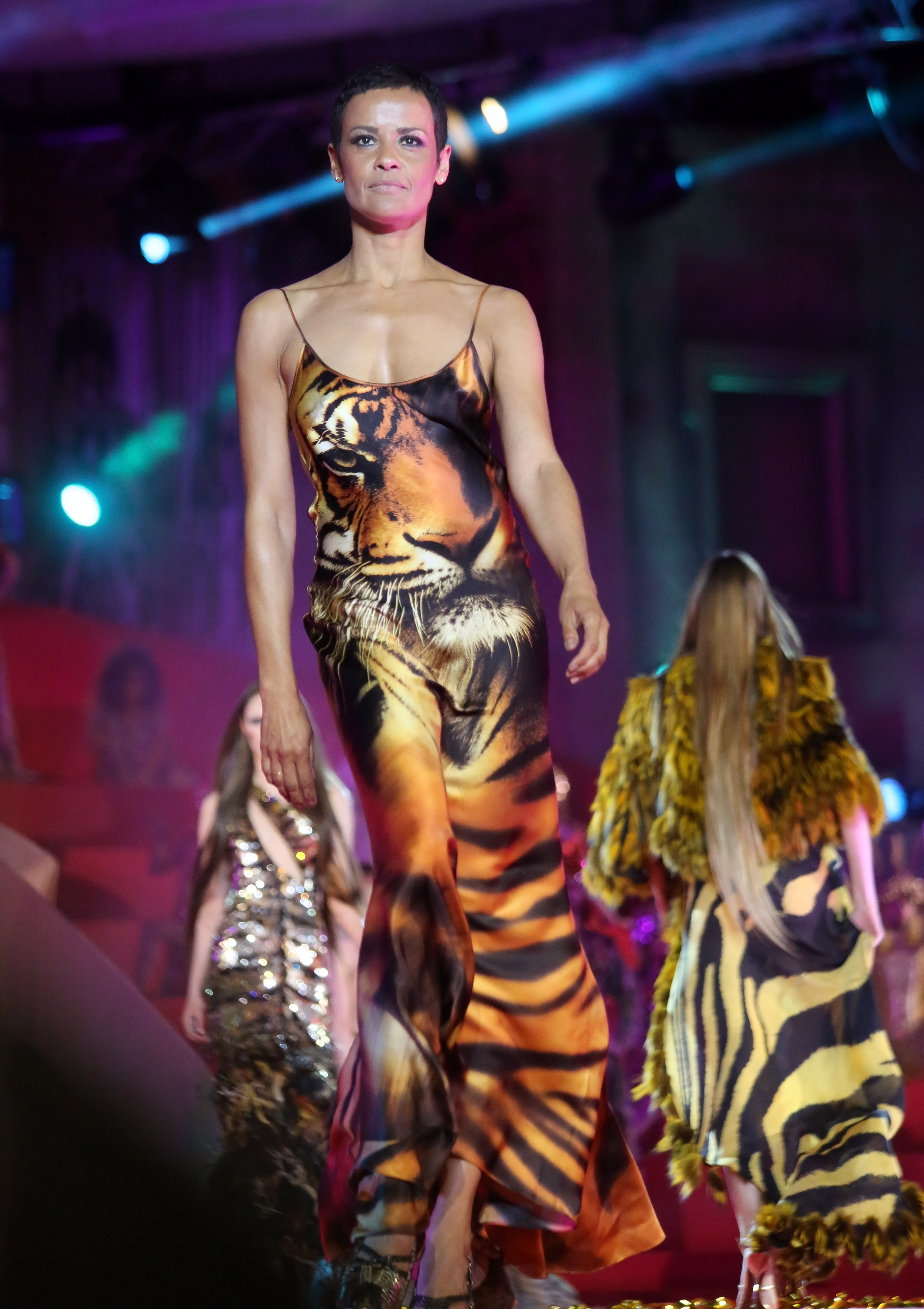
Nadège du Bospertus (Cavalli fashion show at Life Ball 2013)

Elle devient l'image publicitaire de campagnes internationales, dont celles de Ralph Lauren, Chanel, Sportmax ou Versace, et le parfum Allure de Chanel. Elle défile pour des créateurs de mode, dont Versace, Armani, Chanel, Les Copains, Day, Gai Mattiolo (it), Laura Biagiotti, Dior, Ralph Lauren, Calvin Klein, Azzedine Alaïa dont elle est proche . Elle devient la muse de Giorgio Armani et de Versace.
En 1995, elle co-présente avec Jean-Luc Delarue un talk-show diffusé chaque dimanche sur France 2, Déjà le retour, avec des interviews de célébrités.
En 1999, Mercedes-Benz la choisit comme égérie publicitaire de la campagne pour le lancement européen de la nouvelle voiture smart.
Au début de 2009, elle est le sujet d'une série de photographies prises par Bob Krieger présentées lors de l'exposition Première VicenzaOro. Puis choisie pour la campagne AI2009/10 Enzo Fusco prise par le photographe Septime Benedusi.
Vers 2012, elle est journaliste de mode du magazine Amica (it),.